# Jones Lang LaSalle
Jones Lang LaSalle (JLL) (NYSE: Jones Lang LaSalle) is een Brits-Amerikaanse multinational die financiële en professionele diensten aanbiedt en gespecialiseerd is in commercieel vastgoed. JLL is een van de wereldleiders in vastgoed- en investeringsmanagement met een internationaal portfolio van 1,4 miljard vierkante meter onder beheer. Het bedrijf is de op een na grootste beursgenoteerde commerciële vastgoedgroep na CB Richard Ellis.

## Historie
JLL is in 1999 ontstaan door de fusie van Jones Lang Wootton, een Britse onderneming waarvan de oorsprong teruggaat tot 1783, en LaSalle Partners, een Amerikaans bedrijf gevormd door een voorganger in 1968. Het hoofdkantoor is gevestigd in het Aon Center, een wolkenkrabber in Illinois (Chicago) (die JLL beheert) en staat in voor de operationele opdrachten voor de Amerikaanse regionale markt. De twee sub-hoofdkantoren zijn gelegen in Londen en Singapore. Wereldwijd telt de onderneming ongeveer 36.200 werknemers, inclusief het professioneel en ondersteunend personeel. JLL heeft 170 kantoren verspreid over 700 steden in 60 landen. In 2008 bedroeg de wereldwijde omzet 2,7 miljard dollar.

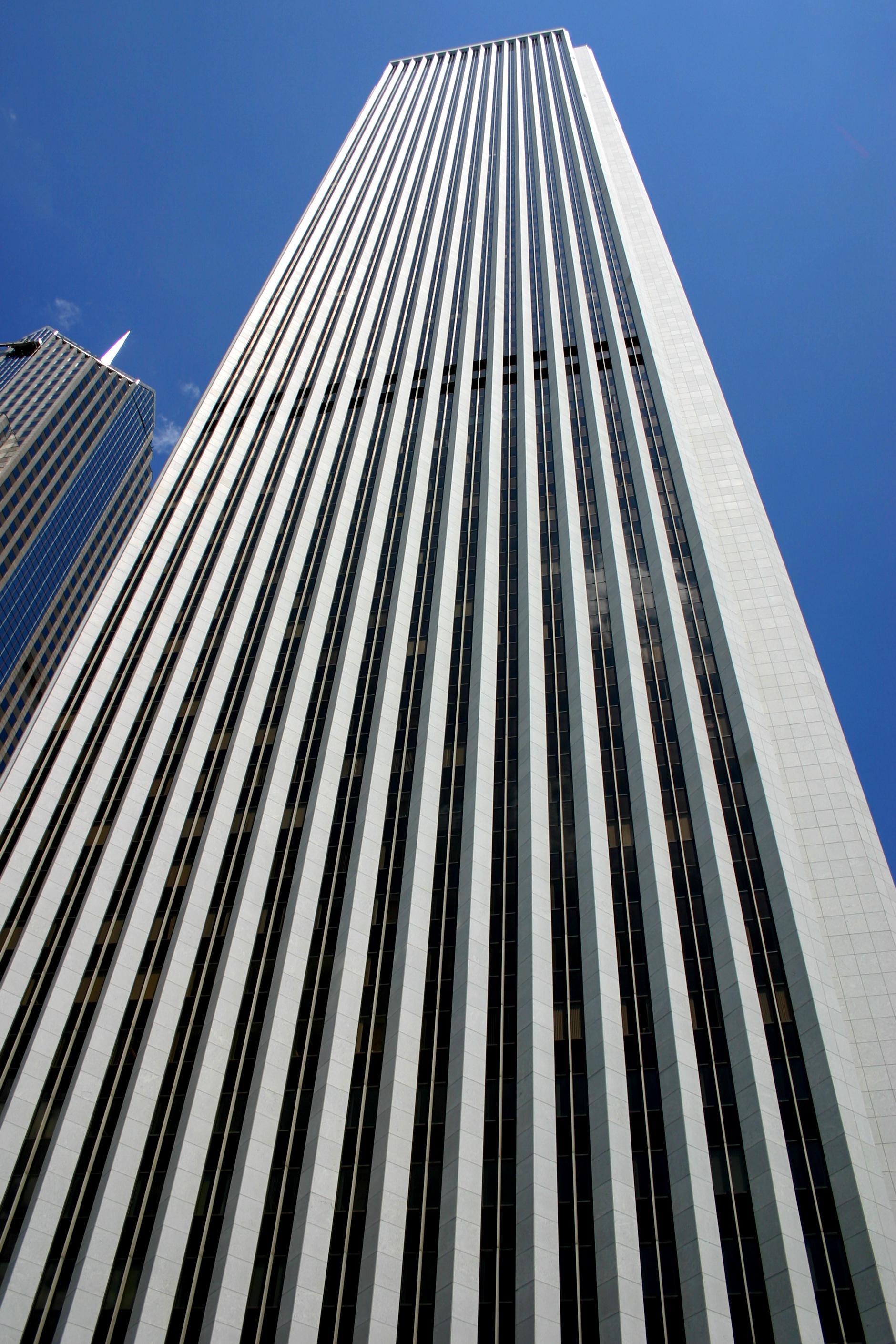
Aon Center in Chicago, dat het hoofdkantoor van JLL huisvest

De bedrijfsomvang is in de laatste jaren sterk toegenomen door een combinatie van organische groei en fusies en overnames. Onder de 25 overnames en fusies (M&A's) die JLL tussen 2006 en 2008 realiseerde, behoort de in 2008 overgenomen Staubach Company dat in de VS duizend werknemers tewerkstelde.

## Diensten
JLL voorziet beleggers, eigenaren en gebruikers van kantoor-, bedrijfs-, en winkelruimte van een brede range aan geïntegreerde vastgoedservices. Het merendeel van de JLL kantoren houden zich bezig met investeringsdiensten (zoals leasing en overnames), corporate kapitaalmarkten, facility management, property management, real estate investment banking, projectontwikkeling, energiemanagement, waardering van vastgoed, adviesverstrekking inzake het zoeken van geschikt bedrijfsvastgoed en onderzoek. JLL is ook gespecialiseerd in het verstrekken van reguliere diensten aan de hotelindustrie. Naast de commerciële immobiliënsector bedient het bedrijf tevens de residentiële sector en overheidsinstanties.
In 2009 werd JLL door de Global Reporting Initiative (GRI) aangewezen als belangrijkste consultant om wereldwijde duurzaamheidsrichtlijnen voor de bouw- en vastgoedsector te ontwikkelen.
In september 2009 werd JLL voor het tweedeopeenvolgende jaar uitgeroepen tot 'Beste Vastgoedadviseur (wereldwijd)' op de Euromoney Real Estate Awards 2009. Dat jaar haalde JLL tevens voor de tweede maal de 'lijst van werelds' meest ethische ondernemingen' van het Ethisphere Instituut.

## JLL in België en Nederland

### België
De vastgoedmakelaar behoorde in 2008 tot de 75 sterkst groeiende ondernemingen (56ste positie) in België. Tussen 2003 en 2007 steeg de omzet met 109% en het personeelsbestand met 240% tot 198 werknemers. In België heeft JLL kantoren in Brussel, Antwerpen en Namen.

### Nederland
JLL telt in Nederland ongeveer 200 werknemers verspreid over 3 vestigingen (Amsterdam, Eindhoven en Rotterdam). Aldaar werkt het personeel in 20 verschillende business units aan onder meer adviesverstrekking, beheer, taxatie van commercieel vastgoed (inclusief hotelvastgoed) en projectmanagementopdrachten.